# 200 mètres féminin aux Jeux olympiques d'été de 2012 (athlétisme)
Navigation
Pékin 2008 Rio 2016
L'épreuve du 200 mètres féminin aux Jeux olympiques de 2012 a lieu le 6, pour les séries, le 7 pour les demi-finales et le 8 août, pour la finale, dans le Stade olympique de Londres. 
Chaque comité olympique national pouvait inscrire trois athlètes ayant satisfaits à la limite A (23 s 10) durant la période de qualification (1er mai 2011 au 8 juillet 2012). Les comités nationaux pouvaient sinon inscrire un athlète ayant couru en dessous de la limite B (23 s 30) durant cette même période.

## Records
Avant cette compétition, les records dans cette discipline étaient les suivants :
| Record du monde  | 21 s 34 | Florence Griffith-Joyner | États-Unis | 29 septembre 1988 | Séoul |
| Record olympique | 21 s 34 | Florence Griffith-Joyner | États-Unis | 29 septembre 1988 | Séoul |

## Médaillées
| Or            | Argent            | Bronze          |
| Allyson Felix | Shelly-Ann Fraser | Carmelita Jeter |

## Résultats

### Finale (8 août)
| Place              | Athlète                 | Couloir | Performance | Notes |
| ------------------ | ----------------------- | ------- | ----------- | ----- |
| Médaille d'or      | Allyson Felix           | 7       | 21 s 88     |       |
| Médaille d'argent  | Shelly-Ann Fraser-Pryce | 4       | 22 s 09     | PB    |
| Médaille de bronze | Carmelita Jeter         | 9       | 22 s 14     |       |
| 4e                 | Veronica Campbell-Brown | 5       | 22 s 38     |       |
| 5e                 | Sanya Richards-Ross     | 6       | 22 s 39     |       |
| 6e                 | Murielle Ahouré         | 8       | 22 s 57     |       |
| 7e                 | Myriam Soumaré          | 2       | 22 s 63     |       |
| 8e                 | Semoy Hackett           | 3       | 22 s 87     |       |

### Demi-finales (7 août)
| Place | Athlète                 | Performance | Notes |
| ----- | ----------------------- | ----------- | ----- |
| 1re   | Veronica Campbell-Brown | 22 s 32     | Q, SB |
| 2e    | Carmelita Jeter         | 22 s 39     | Q     |
| 3e    | Myriam Soumaré          | 22 s 56     | q, SB |
| 4e    | Mariya Ryemyen          | 22 s 62     |       |
| 5e    | Anthonique Strachan     | 22 s 82     |       |
| 6e    | Ivet Lalova             | 22 s 98     | SB    |
| 7e    | Margaret Adeoye         | 23 s 28     |       |
| 8e    | Allison Peter           | 23 s 35     |       |

| Place | Athlète                | Performance | Notes  |
| ----- | ---------------------- | ----------- | ------ |
| 1re   | Allyson Felix          | 22 s 31     | Q      |
| 2e    | Murielle Ahouré        | 22 s 49     | Q      |
| 3e    | Semoy Hackett          | 22 s 55     | q, =NR |
| 4e    | LaVerne Jones-Ferrette | 22 s 62     | SB     |
| 5e    | Elyzaveta Bryzgina     | 22 s 64     | SB     |
| 6e    | Sherone Simpson        | 22 s 71     |        |
| 7e    | Evelyn dos Santos      | 22 s 82     | PB     |
| 8e    | Eleni Artymata         | 22 s 92     | SB     |

| Place | Athlète                 | Performance | Notes |
| ----- | ----------------------- | ----------- | ----- |
| 1re   | Sanya Richards-Ross     | 22 s 30     | Q     |
| 2e    | Shelly-Ann Fraser-Pryce | 22 s 34     | Q     |
| 3e    | Aleksandra Fedoriva     | 22 s 65     |       |
| 4e    | Hrystyna Stuy           | 22 s 76     |       |
| 5e    | Kai Selvon              | 23 s 04     |       |
| 6e    | Abiodun Oyepitan        | 23 s 14     |       |
| 7e    | Crystal Emmanuel        | 23 s 28     |       |
| 8e    | Janelle Redhead         | 23 s 51     |       |

### Séries (6 août)

#### Série 1
| Rang | Athlète                      | Pays                        | Temps   | Notes |
| ---- | ---------------------------- | --------------------------- | ------- | ----- |
| 1    | Murielle Ahoure              | Côte d'Ivoire               | 22 s 55 | Q     |
| 2    | Aleksandra Fedoriva          | Russie                      | 22 s 61 | Q     |
| 3    | Margaret Adeoye              | Grande-Bretagne             | 22 s 94 | Q, PB |
| 4    | Allison Peter                | Îles Vierges des États-Unis | 23 s 00 | q     |
| 5    | Christy Udoh                 | Nigeria                     | 23 s 19 |       |
| 6    | Andreea Ogrăzeanu            | Roumanie                    | 23 s 46 |       |
| 7    | Anna Kiełbasińska            | Pologne                     | 23 s 67 |       |
| 8    | Hinikissia Albertine Ndikert | Tchad                       | 26 s 06 |       |
|      | Marlena Wesh                 | Haïti                       | DNS     |       |

#### Série 2
| Rang | Athlète                  | Pays              | Temps   | Notes |
| ---- | ------------------------ | ----------------- | ------- | ----- |
| 1    | Allyson Felix            | États-Unis        | 22 s 71 | Q     |
| 2    | Semoy Hackett            | Trinité-et-Tobago | 22 s 81 | Q     |
| 3    | Janelle Redhead          | Grenade           | 23 s 08 | Q, SB |
| 4    | Anyika Onuora            | Grande-Bretagne   | 23 s 23 |       |
| 5    | Elizabeta Savlinis       | Russie            | 23 s 23 |       |
| 6    | Gloria Hooper            | Italie            | 23 s 25 |       |
| 7    | Debbie Ferguson-McKenzie | Bahamas           | 23 s 49 |       |
| 8    | Vida Anim                | Ghana             | 23 s 71 | SB    |
| 9    | Ndeye Fatou Soumah       | Sénégal           | 23 s 89 |       |

#### Série 3
| Rang | Athlète            | Pays            | Temps   | Notes |
| ---- | ------------------ | --------------- | ------- | ----- |
| 1    | Carmelita Jeter    | États-Unis      | 22 s 65 | Q     |
| 2    | Abiodun Oyepitan   | Grande-Bretagne | 22 s 92 | Q     |
| 3    | Sherone Simpson    | Jamaïque        | 22 s 97 | Q     |
| 4    | Maria Belibasaki   | Grèce           | 23 s 36 |       |
| 5    | Ana Claudia Silva  | Brésil          | 23 s 40 |       |
| 6    | Gloria Asumnu      | Nigeria         | 23 s 43 |       |
| 7    | Chisato Fukushima  | Japon           | 24 s 14 |       |
| 8    | Gretta Taslakian   | Liban           | 24 s 49 |       |
|      | Cydonie Mothersill | Îles Caïmans    | DNS     |       |

#### Série 4
| Rang | Athlète                | Pays                        | Temps   | Notes |
| ---- | ---------------------- | --------------------------- | ------- | ----- |
| 1    | Sanya Richards-Ross    | États-Unis                  | 22 s 48 | Q     |
| 2    | LaVerne Jones-Ferrette | Îles Vierges des États-Unis | 22 s 64 | Q, SB |
| 3    | Hrystyna Stuy          | Ukraine                     | 22 s 66 | Q, PB |
| 4    | Kai Selvon             | Trinité-et-Tobago           | 22 s 85 | q, PB |
| 5    | Ivet Lalova            | Bulgarie                    | 23 s 01 | q, SB |
| 6    | Eleni Artymata         | Chypre                      | 23 s 09 | q, SB |
| 7    | Norma González         | Colombie                    | 23 s 46 | SB    |
| 8    | Nercely Soto           | Venezuela                   | 23 s 54 |       |
| 9    | Vladislava Ovcharenko  | Tadjikistan                 | 24 s 39 |       |

#### Série 5
| Rang | Athlète                 | Pays     | Temps   | Notes |
| ---- | ----------------------- | -------- | ------- | ----- |
| 1    | Mariya Ryemyen          | Ukraine  | 22 s 58 | Q, PB |
| 2    | Myriam Soumaré          | France   | 22 s 70 | Q, SB |
| 3    | Veronica Campbell-Brown | Jamaïque | 22 s 75 | Q     |
| 4    | Lea Sprunger            | Suisse   | 23 s 27 |       |
| 5    | Ezinne Okparaebo        | Norvège  | 23 s 30 | =NR   |
| 6    | Natalia Rusakova        | Russie   | 23 s 40 |       |
| 7    | Erika Chávez            | Équateur | 23 s 70 |       |
| 8    | Kirsten Nieuwendam      | Suriname | 24 s 07 |       |
| 9    | Chan Seyha              | Cambodge | 26 s 62 |       |

#### Série 6
| Rang | Athlète                 | Pays                   | Temps   | Notes |
| ---- | ----------------------- | ---------------------- | ------- | ----- |
| 1    | Shelly-Ann Fraser-Pryce | Jamaïque               | 22 s 71 | Q     |
| 2    | Anthonique Strachan     | Bahamas                | 22 s 75 | Q     |
| 3    | Elyzaveta Bryzgina      | Ukraine                | 22 s 82 | Q     |
| 4    | Evelyn dos Santos       | Brésil                 | 23 s 07 | q     |
| 5    | Crystal Emmanuel        | Canada                 | 23 s 10 | q, SB |
| 6    | Marielis Sánchez        | République dominicaine | 23 s 20 | SB    |
| 7    | Viktoriya Zyabkina      | Kazakhstan             | 23 s 49 |       |
| 8    | Nelkis Casabona         | Cuba                   | 23 s 82 |       |
| 9    | Luan Gabriel            | Dominique              | 24 s 12 |       |

## Légende
Records et Performances
- AR : Record continental (area record)
- CR : Record des championnats (championship record)
- MR : Record du meeting (meet record)
- NR : Record national (national record)
- OR : Record olympique (olympic record)
- PR : Record paralympique (paralympic record)
- PB : Record personnel (personal best)
- SB : Meilleure performance personnelle de la saison (season's best)
- WL : Meilleure performance mondiale de l'année (world leader)
- WJR : Record du monde junior (world junior record)
- WR : Record du monde (world record)

Circonstances et Conditions
- DNF : N'a pas terminé (did not finish)
- DNS : N'a pas pris le départ (did not start)
- DQ : Disqualification (disqualification)
- NM : Aucun essai valable enregistré (No Mark)
- Q : Qualifié « directement » au prochain tour (ou à la prochaine compétition), lors d'une compétition majeure, grâce au classement ou à la réalisation des minima (automatic qualifier)
- q : Qualifié au prochain tour (ou à la prochaine compétition), lors d'une compétition majeure, grâce au repêchage ou à la réalisation de l'une des meilleures performances parmi celles des « non qualifiés directement » (grâce au meilleur temps ou à la meilleure distance par exemple) (secondary qualifier)